# Játékmúzeum (Prága)

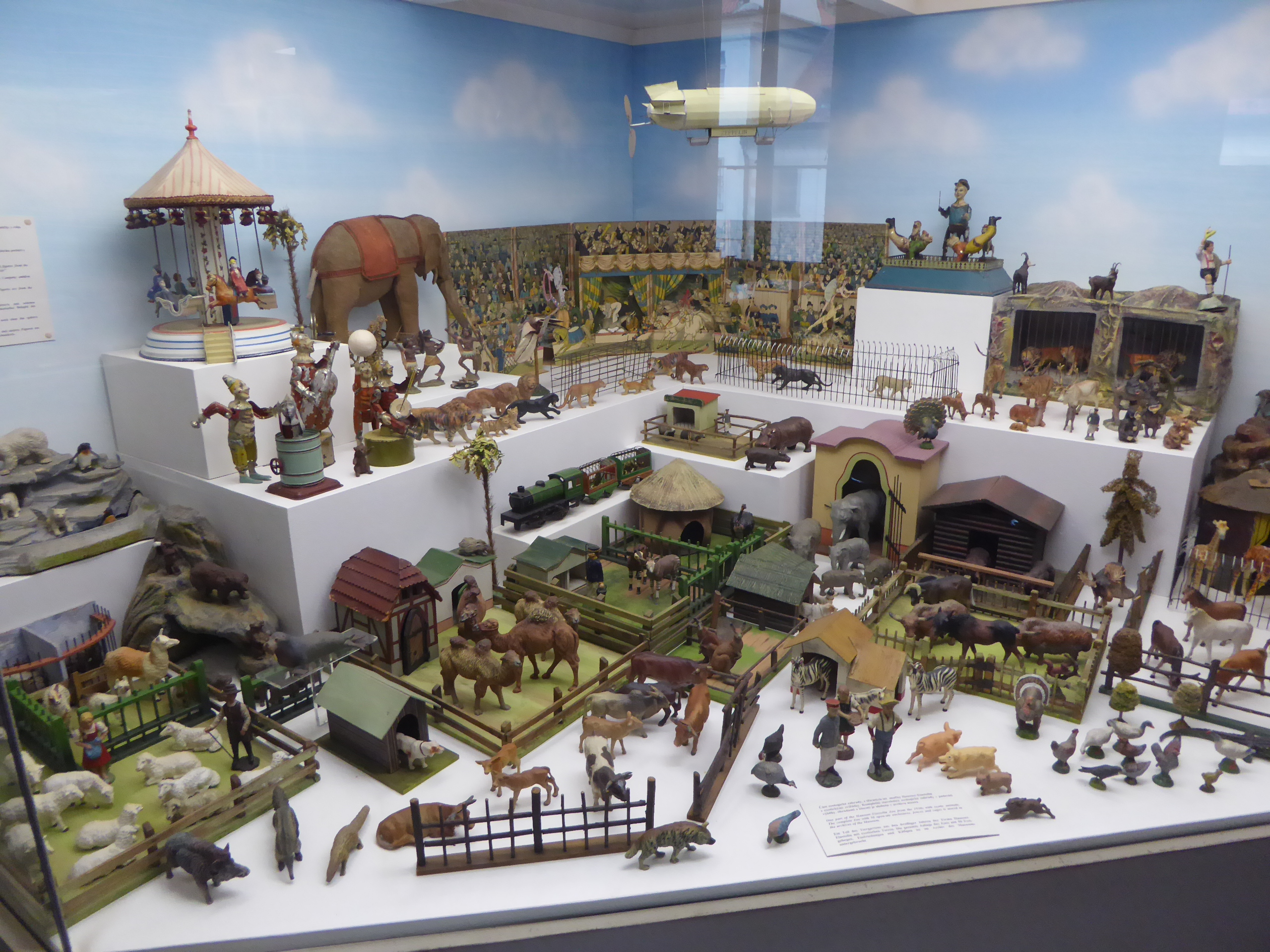
Cirkuszi és állatkerti állatsereglet

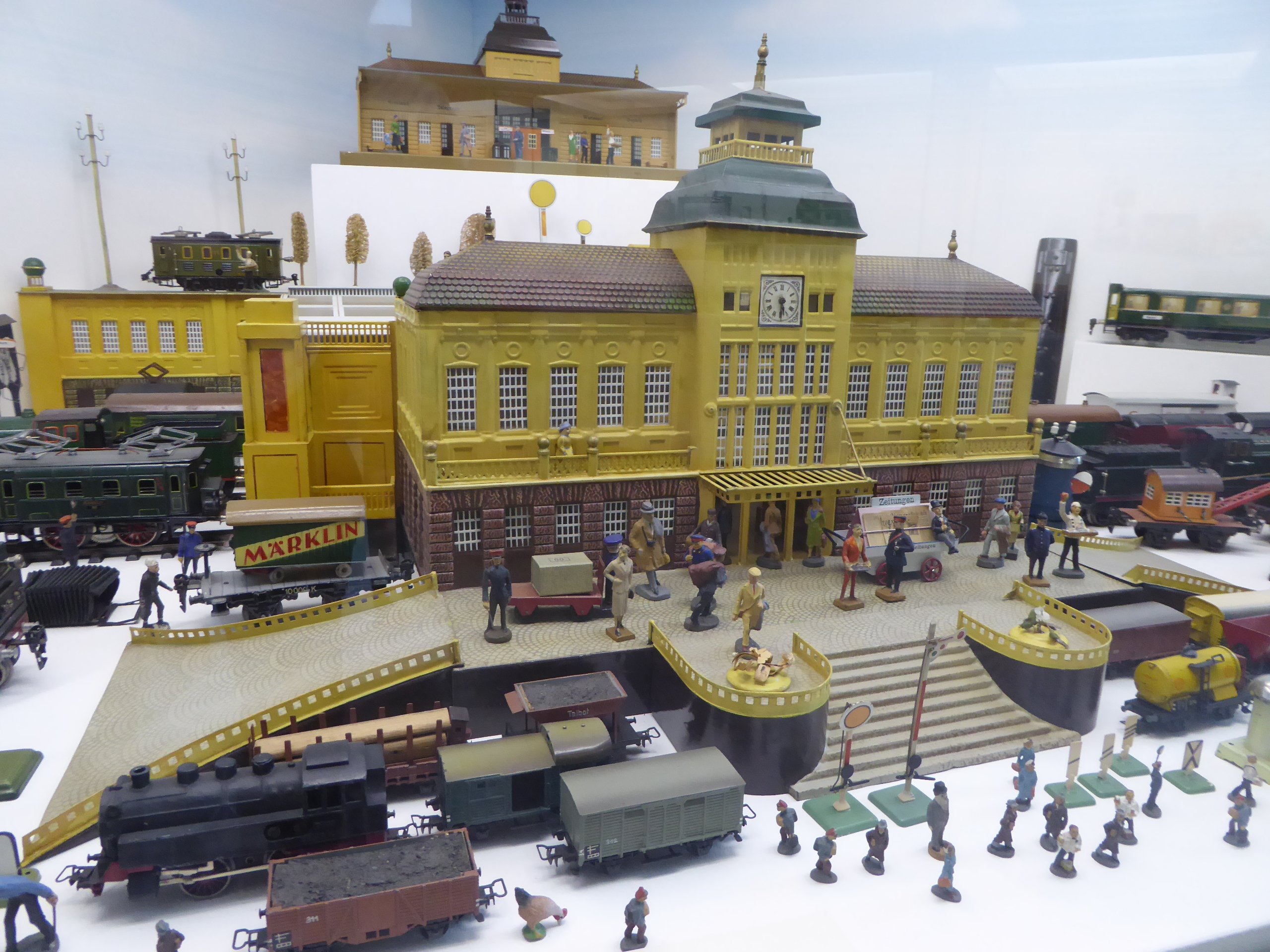
Märklinvasútállomás vonatokkal

A prágai Játékmúzeumot (csehül: Muzeum hraček) a vár keleti részén (Szent György utca 6.), a várgróf egykori rezidenciájában (csehül: Nejvyšší purkrabství) rendezték be. A híradások szerint ez a világ második legnagyobb ilyen múzeuma. Szorosan mellette áll a Fekete torony.

## Története
A középkori várnagy (castellanus) lakó- és székhelye eredetileg egy 13. századi, gótikus stílusú épület volt legalább egy román stílusú toronnyal. Egy rövid ideig maga IV. Károly császár is lakott itt. Vita Caroli című önéletrajzában úgy emlékezik erre a helyre, mint ahol különös dolgok esnek meg: kísértetek törnek össze üvegeket és recsegtetik a bútorokat. A ház udvarán állt a vesztőhely, ahol egyebek közt Kozojedi Dalibort is kivégezték. Ez az épület porig égett az 1541-es tűzvészben, csak egy tornya maradt meg.
Az új építését Jan Lobkowicz olasz mesterekre bízta; vezetőjük Giovanni Ventura volt. Az új, immár reneszánsz stílusú épület, amibe bekomponálták a megmaradt tornyot is, 1555-re lett kész, és ez lett az egyre nagyobb hatalmat kapó várgróf (németül: Burggraf, csehül: purkrab) rezidenciája. Az 1590-es években Bonifaz Wohlmuth udvari építész tervei alapján Ulrich Avostalis (Oldřich Aostalis) további módosításokat végzett.
A 17. századra a várgróf lett a legmagasabb rangú tartományi hivatalnok, a király helyettese. A posztot mindig valamilyen főnemesre bízták.
1783-ig itt székelt a várbíróság.
Az épületet 1960-ban J. Hlavata építész tervei szerint átépítették (egyes részeit elbontották), és ez lett a Csehszlovák Gyermekek Háza. A rendszerváltás után helyezték el itt a prágai Játékmúzeumot.

## Az épület
A Szent György utcára nyíló, barokk kaput a 17. és 18. század négy legjelentősebb várgrófjának (Adam Valdštejn, Jaroslav Bořita, Jan Josef Vrtba, Karel Egon Fürstenberk) műanyag címerpajzsaival díszítették fel, a homlokzaton a 16. századi reneszánsz sgraffitók láthatók. A belső dekoráció több neves művész keze munkája. A festett famennyezetek és a földszint mennyezetfreskói eredeti, 16. századi munkák.
A Játékmúzeumot az északi szárnyban rendezték be.

## A múzeum
Állandó kiállítása a játékok történetét mutatja be az ókori görögöktől napjainkig.
Széles a békebeli babaházak és terepasztalok választéka. Ükanyáink (és ükapáink) némely babái és egyéb figurái mai szemmel nézve egészen különösnek tűnnek, de sok klasszikus robotjátékot, teddy mackót stb. stb. is láthatunk
A két legjelentősebb kollekció az ólomfigura- és a Barbie-gyűjtemény; mindkettő a Csehszlovákiából kivándorolt Ivan Steiger filmrendező magángyűjteménye.
A popkultúra gyakorlatilag minden figurájáról készült Barbie-stílusú baba, így:
- előadókról (Michael Jackson, Marilyn Monroe),
- filmkarakterekről (Star Trek sorozat) és
- sportolókról (főleg hoki, baseball).

Barbie rendkívül sokoldalú, nemcsak különféle „bőr”színekkel látható, de terhes és tolókocsis változatban is.
Cseh múzeumról lévén szó, az egyik központi figura a Kisvakond (csehül: Krtek)

## Rendezvények
Az épület központi részében rendszeresek a képzőművészeti kiállítások.
1994 óta (Václav Havel kezdeményezésére) minden nyáron szabadtéri Shakespeare-fesztivált tartanak az épület udvarán.

## Látogatható
Egész évben látogatható. A hét minden napján nyitva: 9:30 – 17:30
Jegyárak 2016-ban:
- 15 éves korig ingyenes,
- felnőtteknek 70 korona,
- diákoknak és nyugdíjasoknak 30 korona,
- családoknak 120 korona.[2]